# سقوط سايغون
سقوط سايغون أو تحرير سايجون. سايجون هي مدينة فيتنامية وكانت العاصمة السابقة لجمهورية فيتنام الجنوبية، فقد تعرضت العاصمة الفيتنامية الجنوبية لهجوم عسكري والتي كان بقيادة قائد قوات فيتنام الشمالية العقيد نغوين توان في 29 من شهر أبريل عام 1975 م، والذي تعرضت المدينة لقصف كثيف ومتواصل، ووصل عدد قوات الجيش الفيتنامي الشمالي للهجوم على العاصمة سايغون حوالي 300 الف عسكري، بينما كانت قوات الفيتنامية الجنوبية لا تتعدى الـ 31 الف عسكري فقط، وسقط العاصمة سايغون بعد عملية الإجلاء لقوات الأمريكية والمسؤوليين من الحكومة الفيتنامية الجنوبية بواسطة طائرات مروحية وترك الألاف من الفيتناميين يواجهون مصيرهم بأنفسهم، وانخفاض عددا كبيرا من السكان وتقليل الحركة الاقتصادية بعد تطبيق مبدأ المذهب الشيوعي، وسميت بعد ذلك سنة 1999م مدينة هو شي منه، تكريما لمؤسس جمهورية فيتنام الشمالية.

## ردة فعل أهل فيتنام الجنوبية
شعر الفيتناميون الجنوبيون بالخوف بعد شائعة تقول أن الجيش الفيتنامي الشمالي، سيقومون بقتل الفيتناميين الجنوبيين إذا أثبتوا ولائهم للولايات المتحدة، فلم يكن الناس في سايغون سوى التخلص من البضائع الأمريكية في أسرع وقت ممكن وشطب العلم الفيتنامي الجنوبي، والتخلص من الملابس التي أتت مستوردة من الولايات المتحدة وإتلافها تجنباً للمخاطر.
وعندما دخلت قوات الفيتنامية الشمالية، رحب السكان باستقبال الجيش الفيتنامي الشمالي، وقيام الجيش الفيتنامي الشمالي لأخذ الألاف من افراد الجيش الفيتنامي الجنوبي السابقين وإدخالهم لإعادة التهيئة النفسية للجنود السابقين، وتم نسيان تسمية مدينة سايغون في الدوائر الرسمية.

## احتفال تاريخي لمدينة هوشي منه
احتفلت هوشي منه في 30 نيسان/أبريل 2005 بالذكرى الثلاثين لانتهاء حرب فيتنام سنة 1975 متناسية المبادئ الشيوعية ومشددة على رموز التطور الذي شهدته والراسمالية والمجتمع الاستهلاكي.
واجتمع ابرز المسؤولين في الدولة والحزب الشيوعي الفيتنامي من اجل الاحتفال بذكرى سقوط سايغون، عاصمة نظام جنوب فيتنام الموالي للولايات المتحدة، في ايدي القوات الشيوعية.
وسقطت سايغون ظهر الثلاثين من نيسان/أبريل 1975 مع دخول الدبابات والجنود الشيوعيين إلى حديقة القصر الرئاسي وبعد ساعات قليلة من مغادرة آخر جنود أميركيين المدينة بواسطة المروحيات.
ومع سقوطها، انتهى الوجود الأميركي في جنوب شرق آسيا.
وانتشر أكثر من خمسين الف شخص، بينهم عشرة آلاف جندي وشرطي وطالب، في شارع لودوان (على اسم رئيس سابق للحزب الشيوعي الفيتنامي) المطل على القصر الرئاسي السابق الذي تحول إلى «قصر إعادة التوحيد».
وقال العضو في المكتب السياسي في الحزب الشيوعي الفيتنامي وسكرتير لجنة الحزب في البلدية نغوين منه تريت «فتح انتصار 30 نيسان/أبريل 1975 عصرا جديدا للشعب الفيتنامي... ذلك الفخر وذلك النصر يعودان بالدرجة الأولى إلى الشعب الفيتنامي البطل».
إلا أن نظام هانوي لم يركز كثيرا على الدعاية السياسية للمدينة ذات التوجه الراسمالي والتي لم يعرف ثلثا سكانها الحرب.
وحيا الرئيس تران دوك لوونغ الدور الطليعي الذي تقوم به مدينة يمثل سكانها رسميا 8,6٪ من عدد سكان البلاد، بينما يشكل إنتاجها القومي الصافي 20٪ من إنتاج البلاد وإنتاجها الصناعي وصادراتها 40٪ من الإنتاج العام وصادرات فيتنام.
وقال لوونغ «يمكن للمدينة ان تعتمد على قدراتها الخاصة الكبيرة وان تجذب الكثير من الاستثمارات الاجنبية (..). وهي تشكل قوة محركة تسرع تنمية المنطقة والبلد».
وقد اثبت الاستعراض الذي تخلل الاحتفال قبل الظهر بروز البرغماتية الاقتصادية من دون تحفظ إلى جانب الشيوعية الفيتنامية.
فبعد مرور سريع لحوالى الف جندي باللباس العسكري واستعادة ذكرى الحشد الشعبي المحتفل حول دبابة هجومية من الكرتون، ظهرت الدراجات النارية الضخمة والفتيات المرتديات لباس الرقص الزهري اللون.
ثم مرت صور عملاقة للزعيم الشيوعي هوشي منه الذي يعتبر مؤسس فيتنام الحديثة الموحدة، ومنصات مخصصة للإنترنت وللمشغل المحلي «سايغون توريست» والمصرف العام «فييت كوم بنك».
ثم مرت شابات بلباس ازرق استعراضي وهن يدفعن امامهن عربات من المتجر الكبير في المدينة مليئة بالهدايا، قبل أن يحلق بالون على شكل طائرة حاملا علم شركة فيتنام للخطوط الجوية.
وعلق محلل اجنبي على الاستعراض قائلا «أفضل هذا على عرض عسكري على طريقة كوريا الشمالية. يجب القاء نظرة ايجابية» على هذه الاحتفالات.
وقد عكس الاستعراض في الواقع تراجع وزن العقيدة في مدينة تعتمد على المادة بشكل أساسي ولا تهتم بتاتا بالسياسة وتحقق نموا سنويا متصاعدا بلغ السنة الماضية 10٪، أي بمعدل ثلاث نقاط أكثر من المتوسط الوطني.
وقال المراقب الاجنبي «لقد تخلص سكان سايغون من السياسة».
ولم يدع إلى الاحتفالات الا عدد قليل من الاجانب بينهم المسؤول الثاني في النظام الشيوعي الكوبي وشقيق الرئيس فيدل كاسترو، راوول كاسترو. بينما خصص المهرجان بشكل أساسي للفيتناميين.
ولم يسجل أي هجوم على العدو الأميركي الذي تحول بعد ثلاثين سنة إلى شريك في الاندماج الاقتصادي على الصعيد الدولي.
وقال رئيس الوزراء الفيتنامي فان بان كاي الجمعة في هانوي ان البلاد مصممة على التخلص من آخر جروح الحرب.
واضاف «اننا نقفل صفحة الماضي ونتطلع إلى المستقبل مع الناس الذين كانوا في المعسكر الآخر، سواء كانوا في داخل البلاد أو في خارجها».

## اقرأ أيضا
- عملية بايبي ليفت